# Glomus glomerulatum
Glomus glomerulatum är en svampart som beskrevs av Sieverd. 1987. Glomus glomerulatum ingår i släktet Glomus och familjen Glomeraceae.   Inga underarter finns listade i Catalogue of Life.